# Dundaga slott
Dundaga slott är ett medeltida slott i Dundaga, Lettland. Lettland överväger att göra Dundaga slott till ett byggnadsminne ur arkeologiskt och arkitektoniskt perspektiv.

## Historia
Ärkebiskopen i Riga tog kontroll över Dundaga landområde år 1237. Dundaga slott byggdes bredvid en fästning. Exakt när slottet uppfördes är inte klarlagt, men det är omnämnt i skrift första gången år 1318. Därför är det troligt att slottet byggdes under sena 1200-talet.

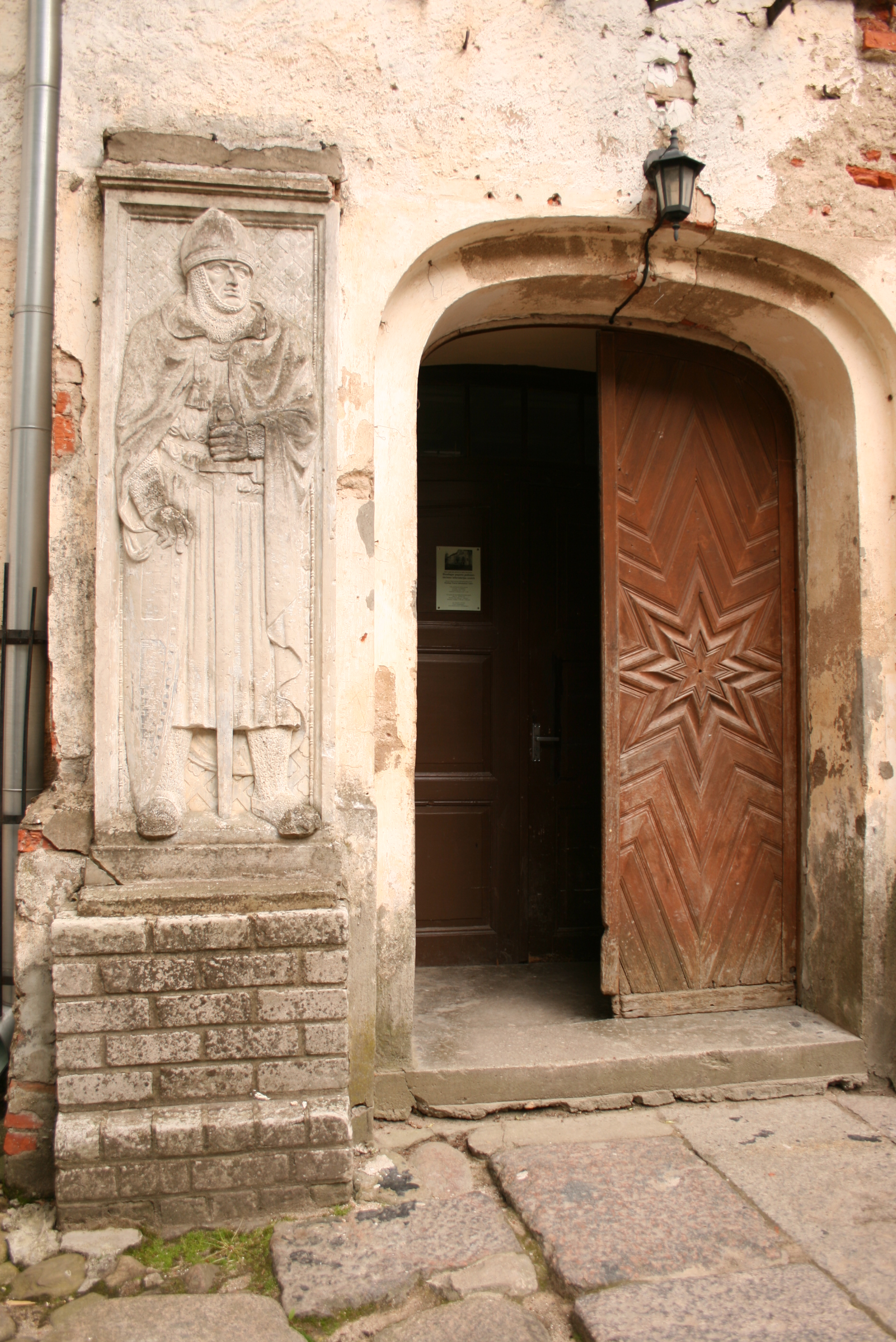

År 1434 såldes slottet till Kurlands biskop, och såldes vidare år 1559 - till Danmarks kung som i sin tur skänkte slottet till sin bror Magnus, hertig av Holstein.
I mitten av 1600-talet byggdes slottet om från att vara en medeltida fästning till att bli ett representativt residens för den adliga Anna Sybil (född Osten-Sacken). Den tredje våningen tillkom år 1785. Familjen Osten-Sacken ägde slottet fram till år 1920.
Dundaga slott blev allvarligt skadat i en stor brand år 1872 och dess interiör blev förstörd. Slottet brann åter år 1905, och blev renoverat 1909, arkitekten var H. Pfeiffer. I och med detta förändrades slottet och moderniserades samtidigt.
Sedan år 1926 har slottet fungerat som en offentlig byggnad, för kommunens administration, skola och kulturinrättning.
Slottet är källa till många legender, sagor och spökhistorier, som i många fall har kopplingar till historiska händelser.

## Beskrivning
Slottet är omgivet av vatten på tre sidor. Den fjärde sidan har en vallgrav som idag är plan mark.
Slottet är 48 x 69 meter, rektangulärt och omgivet av höga försvarsmurar. På innergården finns en vattenbrunn som är bevarad. Slottet har genomgång många renoveringar och har därför ingen specifik arkitektonisk stil.